# 정체성 고기압
정체성 고기압은 거의 이동하지 않고 같은 장소에 오랜 기간 머무르는 고기압이다. 대표적으로 북태평양 고기압과 시베리아 고기압이 여기에 해당한다. 이와 반대되는 것이 이동성 고기압이다.

## 같이 보기
- 온난 고기압
- 한랭 고기압